# Cinema Transcendental
Cinema Transcendental é um álbum do cantor e compositor brasileiro Caetano Veloso, lançado em 1979. Algumas faixas do álbum fizeram sucesso no Brasil, como "Lua de São Jorge", "Oração ao Tempo" e "Beleza Pura".

## Recepção critica
| Críticas profissionais        | Críticas profissionais |
| Avaliações da crítica         | Avaliações da crítica  |
| Fonte                         | Avaliação              |
| ----------------------------- | ---------------------- |
| AllMusic                      | [ 2 ]                  |
| Spin Alternative Record Guide | 7/10                   |
| Jornal do Brasil              | Favorável              |
| Correio Braziliense           | Favorável              |
| Galeria Musical               | [ 8 ]                  |

Tárik de Souza. Do Jornal do Brasil, analisou positivamente o álbum, falando que "Cansado de ser moderno, no sentido vanguardista do termo, Caetano Veloso, seguindo a lição do poeta Carlos Drummond, preferiu eternizar-se. Para encurtar caminho, resolveu logo cantar a transcendência".

## Legado
O álbum é classificado como número 66 em uma lista da Rolling Stone Brasil das 100 maiores discos da música brasileira.
Em uma enquete de 162 especialistas musicais conduzida pelo podcast Discoteca Básica, o álbum classificou em 68º.

## Faixas
Todas as faixas foram compostas por Caetano Veloso, exceto onde estiver indicado diferentemente.
| N.º | Título              | Compositor(es)                                     | Duração |  |
| 1.  | "Lua de São Jorge"  |                                                    | 3:57    |  |
| 2.  | "Oração ao Tempo"   |                                                    | 3:25    |  |
| 3.  | "Beleza Pura"       |                                                    | 3:30    |  |
| 4.  | "Menino do Rio"     |                                                    | 2:28    |  |
| 5.  | "Vampiro"           | Jorge Mautner                                      | 4:03    |  |
| 6.  | "Elegia"            | Péricles Cavalcanti e Augusto de Campos            | 2:19    |  |
| 7.  | "Trilhos Urbanos"   |                                                    | 2:46    |  |
| 8.  | "Louco por Você"    |                                                    | 7:40    |  |
| 9.  | "Cajuína"           |                                                    | 2:20    |  |
| 10. | "Aracaju"           | Tomás Improta, Vinícius Cantuária e Caetano Veloso | 2:23    |  |
| 11. | "Badauê"            | Môa do Catendê                                     | 1:32    |  |
| 12. | "Os Meninos Dançam" |                                                    | 3:14    |  |

## Desempenho comercial

#### Vendas e certificações
| País                       | Certificação | Vendas   |
| -------------------------- | ------------ | -------- |
| Brasil (Pro-Música Brasil) |              | 135.000+ |